# Открытки от Бастера
«Открытки от Бастера» (англ. Postcards from Buster) — американский детский телесериал, который первоначально транслировался на телеканале PBS. Являлся спин-оффом сериала «Артур». В сериале участвует Бастер Бакстер — 8-летний антропоморфный кролик и лучший друг Артура. Телесериал был создан студиями Cookie Jar Group (ныне известной как WildBrain), WGBH Boston и Marc Brown Studios. 
Пилотный эпизод сериала, также названный «Открытки от Бастера», первоначально вышел в эфир 22 декабря 2003 года как часть восьмого сезона мультсериала «Артур». Официальный сериал транслировался на телеканале PBS Kids Go! с 11 октября 2004 по 20 февраля 2012 года с перерывом с ноября 2008 по февраль 2012 года. 
Как известно с сериала «Артур», родители Бастера развелись, а отец — пилот. Этот спин-офф сериала вращается вокруг путешествий Бастера со своим отцом, Бо Бакстером. Артур Рид и многие другие персонажи из «Артура» появляются в «Открытках от Бастера» в эпизодических ролях, однако во многих эпизодах Артур играет второстепенную роль. 

## Описание
На протяжении всего мультсериала Бастер путешествовал по разным местам Северной Америки. Действия происходили, в основном, в США. Также были показаны места назначения в Карибском бассейне, Мексике, Канаде и многих других местах. Бастера сопровождает его отец, который является пилотом группы музыкантов. В каждом эпизоде Бастер встречает детей, которые знакомят его со своими реальными семьями и дают представление о мировой культуре.
Эпизоды с участием Бастера анимированы, в то время как сегменты, демонстрирующие детей, являются живыми и представлены с точки зрения видеокамеры Бастера. После каждого места Бастер отправляет своему другу Артуру кассету с «видеооткрыткой», в которой кратко излагает свои впечатления и людей, которых он встретил в этом конкретном месте.
Сериал был направлен на демонстрацию мультикультурных и разнообразных семей, в том числе мусульманской семьи в Иллинойсе, мормонской семьи в Юте и семьи Метисов в Техасе.

## В ролях
- Дэниэл Брошу — Бастер Бакстер
- Эллен Дэвид — Битци Бакстер
- Марсель Жаннин — Бо Бакстер
- Элизабет Диага (1 сезон) и Стефани Мартин (2—3 сезоны) в роли Моры из Лос Виахерос
- Норман Гру (1 сезон) и Гленн Колсон (2—3 сезоны) в роли Карлоса из Лос Виахерос
- Кэмерон Анселл (1—2 сезоны) и Даллас Йокич (3 сезон) в роли Артура Рида
- Джейсон Швиммер (1—2 сезоны) и Роберт Нейлор (3 сезон) в роли Д. У. Рида
- Мелисса Альтро — Маффи Кроссвайр
- Джоди Рестер — Франсин Френски